# Javorovke
Javorovke (Aceraceae), nekadašnja biljna porodica danas uključena u porodicu Sapindaceae (sapindovke), i red Sapindales (sapindolike). Prema Cronquistovom sustavu (1981) jedna su od porodica reda sapindales. Ime je dobila po najvažnijem rodu Acer.
Rodovi Acer L. (javor), Aesculus L. (kesten), Billia Peyr., Dipteronia Oliv. i Handeliodendron Rehder čine potporodicu Hippocastanoideae Burnett.